# Mental Health America
Mental Health America (vormals bekannt unter National Mental Health Association) ist eine gemeinnützige Organisation aus den Vereinigten Staaten mit Sitz in Alexandria, Virginia.
Die Organisation wurde 1909 von Clifford Whittingham Beers (Autobiographie: A Mind That Found Itself) gegründet. Die Organisation widmet sich der Hilfe für Menschen, die an seelischen Krankheiten leiden und der Förderung der mentalen Gesundheit. Die Organisation ist mit mehr als 320 weiteren Organisationen in den Vereinigten Staaten verbunden.
2007 wurde die Studie Reveals Latino Parents' Views on Bullying, Sexual Orientation and Prejudice veröffentlicht.